# 一ダースなら安くなる あるマネジメントパイオニアの生涯
『一ダースなら安くなる あるマネジメントパイオニアの生涯』 (Cheaper by the Dozen ) はアメリカ合衆国のフランク・バンカー・ギルブレス・ジュニアとアーネスト・ギルブレス・ケアリーによる書籍。時間動作研究および能率向上技師のフランク・バンカー・ギルブレス・シニア、リリアン・モラー・ギルブレス夫妻とその12人の子供達について描かれている。一家が長年住んだニュージャージー州モントクレアでの生活に焦点を当てている。1950年、20世紀フォックスにより映画化され、『一ダースなら安くなる』として公開された。
一家総出で車で出掛けて赤信号で止まっていると、歩行者から「なぜそんなに子供を連れているの?」と聞かれることが度々あり、父フランクはわざとじっくり考える振りをして信号が青になると「一ダースなら安くなるからね」と言ってすぐに発車していたことからこの題名がついた。
実生活では第二子で次女のメアリーはジフテリアのため5歳で亡くなっている。本の中ではメアリーが亡くなったことにははっきりと言及していなかったが、『続 一ダースなら安くなる』では彼女の死について脚注で述べられている。
1950年発刊の『続 一ダースなら安くなる』では1924年の父フランクの死後の家族の様子を描いている。

## 映画化
1950年、クリフトン・ウェッブがフランク役、マーナ・ロイがリリアン役で『一ダースなら安くなる』が公開。家族計画団体からの訪問者役でミルドレッド・ナトウィックが出演しており、家族からからかわれる役となっている。1952年、続編もまた映画化され『続 一ダースなら安くなる』としてジーン・クレイン、マーナ・ロイが主演した。この映画は母リリアンと子供達に焦点を当てている。
コメディ俳優スティーヴ・マーティンとボニー・ハント主演で2003年『12人のパパ』、2005年『12人のパパ2』が公開されたが、12人子供がいるということ以外は原作や1950年の映画とは全く違う作品となっており、母の旧姓がギルブレスとなっている。